# Гидротехнический бетон
Гидротехни́ческий бето́н — разновидность тяжёлого бетона, которую используют при строительстве конструкций сооружений или их фрагментов, периодически контактирующих с водной средой, либо постоянно находящихся в воде.

## Характеристики
В зависимости от расположения и условий работы конструктивных элементов гидротехнических сооружений согласно СНиП к бетону предъявляются определённые требования. Гидротехнический бетон наряду с водонепроницаемостью, морозостойкостью, прочностью на сжатие и растяжение, характеризуется стойкостью к агрессивному воздействию воды и ограниченным выделением тепла в процессе твердения.

## Состав
Основой для приготовления гидротехнического бетона служит портландцемент и его разновидности. В качестве наполнителя используют песок, щебень, а также гравий или гальку крупностью от 150 мм и более. С целью повышения качества бетонной смеси в неё вводят различные добавки (воздухововлекающие, пластифицирующие, уплотняющие и другие).
Для увеличения водостойкости бетона используются следующие виды добавок: 
- Пластификаторы. Действие таких добавок состоит в повышении пластичности раствора и качественном заполнении формы, ограниченной опалубкой. Одновременно наблюдается снижение содержания избыточной влаги, способствующей порообразованию. Пластификаторы добавляются в количестве от 0,1 до 3,0 % по массе.
- Компоненты, заполняющие поры и трещины. В состав бетона вводятся неорганические соли металлов – хлорного железа, силиката натрия и калия, нитрата кальция и пр. Одним из наиболее эффективных некоммерческих препаратов считается нитрат кальция (кальциевая селитра). Ее добавление к бетону в количестве 0,5-1 % максимально повышает водонепроницаемость и конечную прочность.
- Гидрофобные добавки. В качестве гидрофобных компонентов применяются щелочные соли высших кислот (олеат или стеарат натрия, кальция, цинка и др.) и силиконовые жидкости. Содержание этих веществ невелико и составляет обычно 0,15-1 % от массы связующего.